# Bernardo Zenale

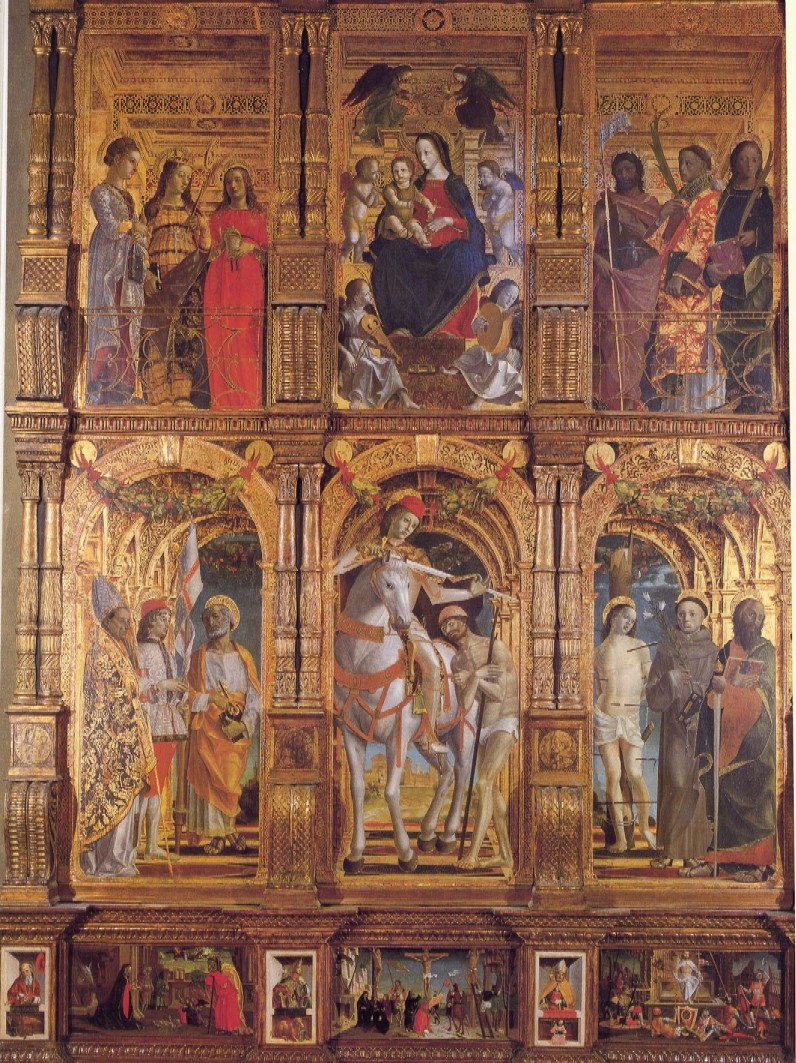
Polyptyque San Martino di Treviglio, par Zenale et Bernardino Butinone

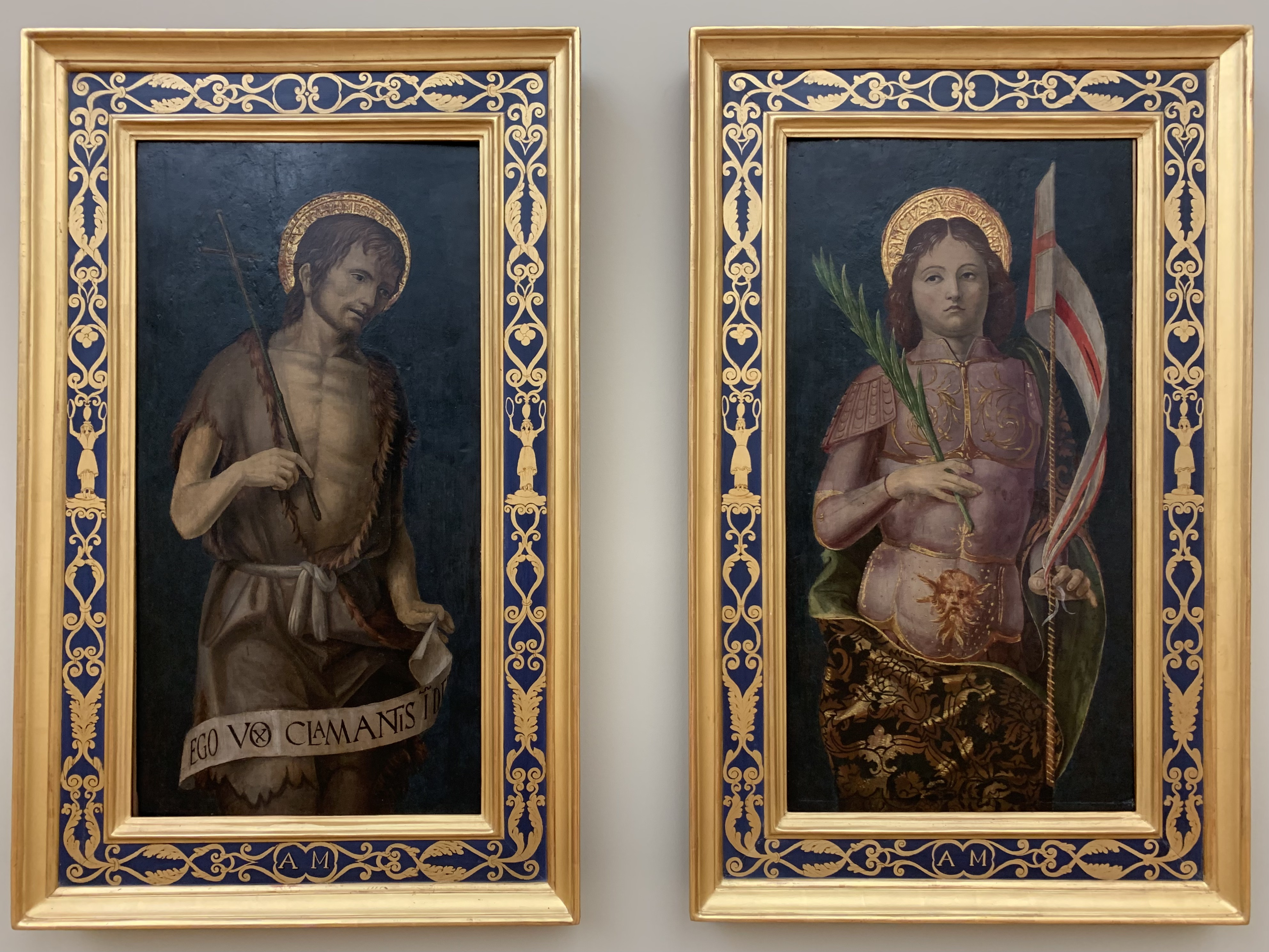
Saint Jean-Baptiste & Saint-Victor, Bernardo Zenale, v. 1490-95, musée de Grenoble

Bernardo ou Bernardino Zenale (Treviglio, ~1460 - Milan, 1526) est un peintre et un architecte italien de l'Accademia di San Luca de Milan.
Il a écrit un traité de perspective.

## Biographie
Né en Lombardie, Bernardo Zenale y travaille et en 1485 termine le grand polyptyque San Martino di Treviglio, avec son ami Bernardino Butinone.
Plus tard, on le trouve pour la décoration de la chartreuse de Pavie puis commissionné par le duc de Milan Ludovico Sforza, pour les fresques d'une pièce du Castello Sforzesco de la ville.
Toujours avec Butinone, il peint les fresques de la chapelle Grifi de l'église San Pietro in Gessate.
Après 1500, il abandonne l'expressionnisme ferrarais de Butinone et l'influence de Léonard de Vinci apparaît, ce qui est manifeste dans le polyptyque qu'il peint pour la Confraternité de l'Immaculée Conception de Cantù (1502).
Il est influencé aussi par Bernardino Luini et ses travaux comme le Pala Busti et la grande Annonciation (Pinacothèque de Brera) ont provoqué des débats sur leur attribution entre eux deux.
Il travailla aussi à Brescia (Déposition à l'église Saint-Jean-Baptiste).
En 1510, il peint la Vierge à l'Enfant entre saint Ambroise et saint Jérôme, pour l'église Saint-François-Majeur de Milan, et conservée ensuite au musée d'Art de Denver.
En 1522, il succède à Giovanni Antonio Amadeo dans ses travaux au dôme de Milan.

## Œuvres
- Vierge à l'Enfant et anges musiciens, Getty Center
- Sainte Catherine d'Alexandrie, musée des Beaux-Arts de Nancy
- Flagellation, Prague
- Retable de Saint Martin, en collaboration avec Bernardino Butinone, basilique San Martino (it) à Treviglio, dans la province de Bergame.
- Triptyque dispersé de La Vierge et les saints
  - Panneau central Madone et saints, tempera sur bois, 129 × 63 cm, Spencer Museum of Art, Université du Kansas, donation de la Collection de Samuel Henry Kress[2]
  - Volets : Saint Michel Archange et Saint Bernard et un moine cystercien, huile sur bois, 115 × 51 cm, Galerie Palatine, Palais Pitti, Florence. Proviennent de la Collection Frizzoni-Salis[3].
- Saint Bonaventura, œuvre initialement attribuée à Ambrogio Borgognone, puis à Bernardino Butinone et finalement à Bernardo Zenale
- Saint Jean Baptiste, musée de Grenoble
- Saint Victor, musée de Grenoble
- La Circoncision avec Fra Jacopo Lampugnani en donateur , huile sur bois, 137 × 224 cm, musée du Louvre[4].

## Source
- (en) Cet article est partiellement ou en totalité issu de l’article de Wikipédia en anglais intitulé « Bernardo Zenale » (voir la liste des auteurs).

### Articles liés
- Bernardino Butinone